# 鋁帶式麥克風

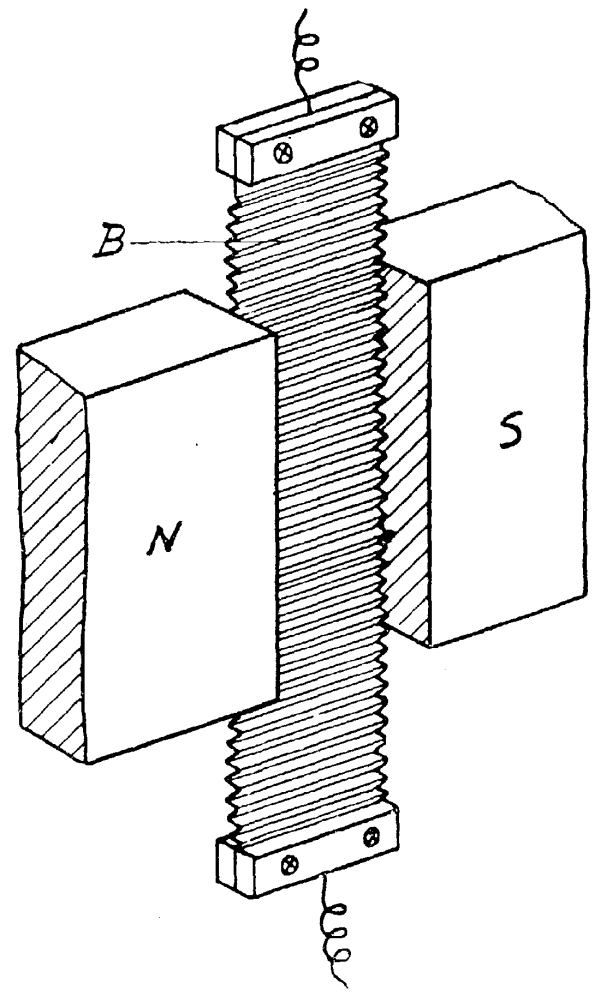
鋁帶式麥克風構造

鋁帶式麥克風（Ribbon Microphone）是一種運用電磁感應原理的動態式麥克風，在磁鐵兩極間放入通常是鋁或杜拉鋁質料的帶狀金屬薄膜，此薄膜受聲音震動時，因電磁感應而生訊號。
由於英文的Ribbon一詞平時最常見的字義是絲帶，因此也常被譯成絲帶式麥克風，其實原文這裡的Ribbon並不是指絲帶，而只是代表帶狀物。

## 原理
鋁帶式麥克風是使用很薄的、通常是有皺紋或波浪的鋁質帶狀薄膜，置於磁鐵兩極之間，薄膜與磁力線平行，兩端固定於絕緣架上，以便取出感應的訊號。當薄膜隨聲波震動時，切割磁力線而產生電磁感應電流，此電流方向與磁場方向及聲波震動方向均垂直，可由鋁質帶狀薄膜兩端接出訊號。此訊號很小，也具有很低的阻抗。由於訊號太小，因此，麥克風內通常會內建一個變壓器，以便升高電壓後再輸出。
由於薄膜的正反兩面都可接受聲波震動，因此基本鋁帶式麥克風的方向性是雙指向性的(Bi-directional)。

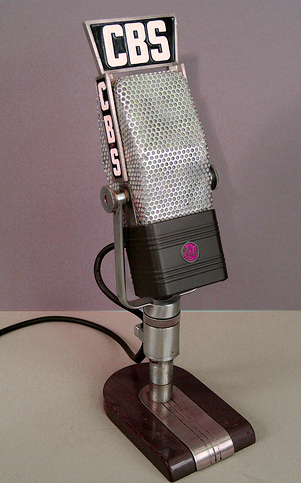
美國哥倫比亞廣播公司(CBS)使用的RCA 44系列鋁帶式麥克風

## 歷史
最早的鋁帶式麥克風是在1920年代早期，由德國物理學家博士與Erwin Gerlach博士共同發明的。他們同時也把這個電路反過來使用，發明了最早的鋁帶式揚聲器。
1920年代早期，美國無線電公司（RCA）的Harry F. Olson博士開始進行鋁帶式麥克風的開發。1931年，RCA公司生產了鋁帶式麥克風的第一個商業產品：RCA PB-31型麥克風，是當時音響技術上的重大突破，頻率響應、聲音的清澈度與真實度明顯優於當時的電容式麥克風，成為麥克風的新基準，造成唱片錄音業與廣播業的重大革命。
幾個月之後，1932年推出了PB-31的後繼機型44A，獲得了巨大的成功與高度的評價，隨後也陸續推出新的機型。
在一些1930-50年代重大的廣播演說的照片或影片中，經常可以看到這類鋁帶式麥克風的身影。

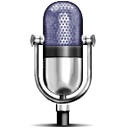
現今常見的麥克風圖示，源自於RCA 77型鋁帶式麥克風

## 附註與參考資料
1. ↑  Twelve Microphones That Made History （页面存档备份，存于） Jim Webb